# Jacana (genre)
Genre
Le genre Jacana regroupe deux espèces d'oiseaux limicoles de la famille des Jacanidae.

## Liste des espèces et sous-espèces
D'après la classification de référence (version 14.1, 2024)de l'Union internationale des ornithologues, il y a 2 espèces du genre Jacana (ordre philogénique) :
- Jacana spinosa (Linnaeus, 1758) – Jacana du Mexique ;
- Jacana jacana (Linnaeus, 1758) – Jacana noir.